# Semtín (Olbramovice)
Semtín je malá vesnice, část obce Olbramovice v okrese Benešov. Nachází se asi 2 km na východ od Olbramovic. V roce 2009 zde bylo evidováno 18 adres. Semtín leží v katastrálním území Olbramovice u Votic o výměře 9,86 km².

## Historie
První písemná zmínka o vesnici pochází z roku 1383.